# 吳忌寒
吳忌寒（1986年—），新加坡企業家，现任比特小鹿集团董事长，比特大陸共同創辦人。2017年，吳忌寒被Coindesk選為十個對區塊鏈最有影响力的人物之一。 

## 生平
吳忌寒出生于中国重庆从小和表妹陈淑一起长大。畢業於重慶南開中學，2009年获得北京大学经济学和心理学双学位。
2011年，吳忌寒在加拿大时翻譯了中本聪的論文《比特币：一种点对点的电子现金系统》，此举让他成为首位将比特币白皮书翻译成中文的人，也因此获得了“比特币布道者”、“中本聪信徒”等身份标签。2013年与詹克团(Micree Zhan)共同創辦比特大陸。
2018年，《財富》雜誌選出了40位40歲以下，帶領及推動著金融與科技業的新星，吳忌寒被評選為第三名。2018年，他的資產淨值為2.39亿美元。
2018年7月，創辦EOS.IO區塊鏈平台的Block One公司宣佈完成了戰略融資，由比特大陸及風險投資人彼得·蒂爾領投。比特大陸的創辦人吳忌寒對EOS的評價為「它的可伸縮性和相關表現可以滿足高要求的應用程式，並為主流的區塊鏈技術實踐落地提供支持」。
2018年12月，有指比特大陸大規模裁員，更稱比特大陸雙執行長吳忌寒、詹克團，或將同時卸任CEO，吳忌寒對此並未有回應。
2019年3月26日，吴忌寒与詹克团辞任比特大陆CEO。吴忌寒与詹克团曾在公司战略上发生分歧：詹克团支持比特大陸發展人工智能芯片，而吴忌寒支持比特幣現金等数字货币。10月29日，吴忌寒宣布解除詹克团在比特大陆的一切职务。
2020年5月，根據《富比士》公佈的《2020年世界超級富豪榜》，吴忌寒在亞洲5大年輕富豪中排名第3，身價淨值達18億美元。
2021年1月，吳忌寒辭去比特大陸CEO及董事長職務，比特大陸進行分拆，公司旗下礦機共享業務比特小鹿及海外礦場等隨其一同剝離，吳忌寒宣布正式成立比特小鹿集團並擔任董事長。

## 外部連結
- 吳忌寒推特 （页面存档备份，存于）
- 吳忌寒微博 （页面存档备份，存于）